# ジョエル・ゴンサレス
ジョエル・ゴンサレス・ボニーリャ（スペイン語: Joel González Bonilla, 1989年9月30日 - ）は、スペイン・フィゲラス出身の男子テコンドー選手。2018年現在オリンピックでは1個の金メダルと1個の銅メダルを獲得している。2012年にはスペイン国民スポーツ選手賞の男子選手部門であるフェリペ国王賞を受賞した。

## 経歴
2009年にデンマークのコペンハーゲンで開催された世界テコンドー選手権大会では、58kg級決勝でメキシコのダミアン・ビリャに勝利して優勝した。2011年に韓国の慶州市で開催された世界選手権では、58kg級決勝でポルトガルのダルイ・ブラガンサに勝利して優勝した。2015年にロシアのチェリャビンスクで開催された世界選手権では、63kg級決勝でベルギーのジャウアド・アチアブに敗れて準優勝だった。
2012年にイギリスのロンドンで開催されたロンドンオリンピックでは58kg級に出場し、決勝で韓国のイ・デフンを破って金メダルを獲得した。2016年にブラジルのリオデジャネイロで開催されたリオデジャネイロオリンピックでは、68kg級に出場して銅メダルを獲得した。金メダルを獲得したヨルダンのアフマド・アブ＝ゴシュに準決勝で敗れ、銅メダル決定戦でベネズエラのエドガル・コントレラスに勝利した。